# José Vantolrá
José Vantolrá Rangel (* 30. März 1943 in Mexiko-Stadt) ist ein ehemaliger mexikanischer Fußballspieler, der als Verteidiger agierte und nach seiner aktiven Laufbahn gelegentlich als Trainer arbeitete. Er ist der Sohn von Martí Ventolrà, der 1934 mit Spanien an der Fußball-WM teilnahm.

## Biografie

### Spieler
Vantolrá stand von 1962 bis 1973 bei Deportivo Toluca unter Vertrag. In dieser Zeit wurde er zweimal mexikanischer Meister und einmal CONCACAF-Champions’-Cup-Sieger.
Zwischen 1963 und 1970 absolvierte er insgesamt 31 Länderspiele für die mexikanische Fußballnationalmannschaft und war Stammspieler bei der im eigenen Land ausgetragenen Fußball-Weltmeisterschaft 1970, als er alle vier Spiele in voller Länge bestritt.

### Trainer
Anfang 1992 übernahm er am achten Rückrundenspieltag der Saison 1991/92 bei seinem ehemaligen Verein Toluca erstmals die Rolle des Cheftrainers. Es war ein Einstand nach Maß, denn die Mannschaft holte aus den verbleibenden 12 Spielen 7 Siege und 2 Remis, wobei die letzten fünf Partien allesamt gewonnen wurden. Auch die Saison 1992/93 lief zunächst erfolgreich an und Toluca kam nach einer deftigen Auftaktniederlage bei den UNAM Pumas (0:4) zu drei Siegen und fünf Remis. Doch danach ging es rasant bergab. Nach 29 Spieltagen hatte die Mannschaft erst 5 Siege und 11 Remis erreicht, wobei die Leistungskurve immer weiter nach unten ging. Nach einem 4:0-Heimsieg gegen Puebla am 17. Spieltag war Toluca in den folgenden 12 Spielen ohne Sieg geblieben (bei einer Bilanz von 3 Remis und 9 Niederlagen) und Vantolrá vorzeitig entlassen worden. Danach war er nur noch einmal Cheftrainer, als er im Februar 1996 für drei Spiele (mit einem Remis und zwei Niederlagen) die Mannschaft von Santos Laguna betreute.

## Erfolge
- Mexikanischer Meister: 1967, 1968
- Supercup: 1967, 1968
- CONCACAF Champions’ Cup: 1968